# Ngraçan
Ngraçan es un municipio del Distrito de Mallakastër, en el Condado de Fier, Albania. 
Está situado en la zona centro-oeste del país, próximo a la costa del mar Adriático y al suroeste de Tirana, la capital nacional. Según el censo de 2011, cuenta con una población de 588 habitantes.